# 線引き問題 (科学哲学)
線引き問題（せんびきもんだい、英: demarcation problem）あるいは境界設定問題とは、科学哲学の世界で使われる言葉で、科学と非科学または疑似科学との間の線引きを「どこで」そして「どのようにするのか」という問題のことを指す。歴史的に、科学とそうでないものの間に線を引こうと、様々な線引きの基準が提出されてきたが、しかしそのどれもが成功している状況ではない。

## 意味の検証可能性テーゼ
線引きの基準として歴史的に最も有名なものの一つに、20世紀の初頭から中盤にかけて論理実証主義者たちが主張した「意味の検証可能性テーゼ」がある。「意味の検証可能性テーゼ」とは、「有意味な命題はすべて経験的に検証可能でなければならない」というものである。
論理実証主義者たちが攻撃の対象とし想定していたのは、哲学の一分野である形而上学などで見られる主張である（たとえばマルティン・ハイデッガーの文章など）。つまりハイデッガーのような形而上学者たちが行う主張は、正しいとか間違ってるとかではなく、そもそも真偽を確認する方法が無いのだから、何も意味が無い、つまり無意味なのだ、とした。
こうして論理実証主義者たちは「検証」という条件を用いて、科学とそうでないものの峻別を行おうとした。しかしこの立場はその後、数多くの理論的困難に出会い頓挫することになった（たとえば「検証できない文は無意味だ」という文の真偽はどうやって検証するのか、など）。

## 反証可能性
また、もう一つの有名な線引きの基準としてカール・ポパーによって提出された反証可能性の概念がある。ポパーは、反証ができない理論、つまりこの理論は間違っているという証拠を提出することができないような理論は、そもそも科学ではないとした。ポパーがこの概念により線引きを行おうとしていたのは、科学と疑似科学であり、その疑似科学というのは、共産主義（マルクス主義経済学）、および当時の（フロイト流の）精神分析学などである。

## 線引き問題の逝去
ラリー・ラウダンは「線引き問題の逝去」という文章の中で、科学の必要十分条件（必要条件かつ十分条件）を与えることは不可能であり、科学と疑似科学の間の線引きなどできないと論じている。これは1983年の論文であり、反証可能性の概念はあまり機能していないことがわかり、以降は科学哲学では線引き問題はあまり論じられなくなった。